# Borsos József (építész)
Borsos József (Hódmezővásárhely, 1875. március 18. – Debrecen, 1952. január 23.) egyik meghatározó jellegű építésze a 20. századi magyar – különösképpen a debreceni – építészetnek. Egy időben Debrecen város főépítésze, neves építészdinasztia tagja.
Munkásságát a megfontolt tudatosság jellemezte, s nem a divatirányzatok állandó követése. Széles látókörű, nagy műveltségű építész volt, aki élete folyamán figyelemmel kísérte a világ építészetének alakulását, szándéka azonban kezdettől fogva a népi kultúra hagyományain alapuló nemzeti építészet megteremtése volt.
A klinkertéglát előszeretettel alkalmazta, így írt róla: „fémes, üveges, majd bársonyos felülete van, és színárnyalatokban is annyi a változatosság, hogy a sima felület sem komor.”

## Életpályája
1908-tól Debrecen város építészeként működött, majd 1923-tól nyugdíjazásáig a polgármesteri hivatal műszaki osztályának vezetője volt.
1929-30-ban készítette el azt az egész városra kiterjedő városrendezési tervet, aminek alapján Debrecen több mint 25 éven keresztül épült és fejlődött. Az ő tervei alapján olyan nevezetes épületek készültek, mint a Krematórium épülete, a Debreceni Egyetem előtti park terve, az Egyetemi templom, az ortodox zsidó imaház, valamint a stadion is.

## Emlékezete
Szobra 1977 óta áll a debreceni a Rakovszky D. utca és az Ótemető utca sarkán, az iskola udvarán, Hondromatidisz Rigasz görög származású magyar szobrász műve.
A szobrot egy ideig raktárban tárolták, majd 2020-ban Borsos József felújított vénkerti villája előtt helyezték el.

## Építészeti alkotásai
Rácz Zoltán felsorolása és Kiss Tamás korrekciói szerint.
(A * jelű, dőlt betűs tervek nem valósultak meg)
- Hódmezővásárhely: Tabán, református templom és lelkészlak 1900
- Kőszeg, villa 1902
- Besztercebánya, lakóház (?) 1904
- Szentes, Református Kör 1906
- Hódmezővásárhely, Hódi Pál utca, lakóház* (?) 1906
- „Debrecen, „Kálvin" - Árpád téri református templom pályaterve* 1908 körül
- Hódmezővásárhely: Susán, református templom és lelkészlak 1909
- Debrecenben, „Közművelődési házak" * 1909 körül
- Debrecen, Ortodox zsidó imaház és fürdő, Kápolnási utca 1909
- Kolozsvár, Dr. Imre József villája, Mikó utca 28. 1910
- Mártonfalva, református templom tornya* 1910
- Debrecen, Rákóczi utca, Novelli Ede lakóházának átalakítása 1910
- Debrecen, Csapó utca, Horváth J. székelykapufa (lebontva) 1910
- Debrecen, Batthyány 12., dr. Tüdős Kálmán háza* (?) 1911
- Debrecen, Bajcsy-Zsilinszky utcai óvoda 1911
- Debrecen, Arany János utca 31., Móricz Bertalan háza* (?) 1911
- Debrecen, Hajdú-örökösök háza, Csapó utca-Piac utca sarok* 1911
- Lakóház* (?) 1912
- Debrecen, Saját háza, Domonkos Lajos utca 13. (ma: Vénkerti lakótelep) 1912
- Debrecen, Dr. Sz. Kun Béla villája, Simonyi út 40. 1912
- Debrecen, Piac utca 62., Schneider Mihályné háza* 1913
- Debrecen, Nyilas (ma Szabadság) telepi református elemi iskola 1914
- Debrecen, Rakovszky (ma Fürst) utcai református elemi iskola 1914 körül
- Debrecen, Rendőrség (ma HBM Rendőr-főkapitányság) Kossuth utca 1914
- Debrecen, lakóház* (?) 1922
- Debrecen, Városháza* 1922
- Debrecen, Kertészlakás* (?) 1923
- Debrecen, temető, helyszínrajz, kerítés 1923
- Debrecen, temetői üvegház* (?) 1923
- Debrecen, Burgundia u. iparisk. (Csapó u. sarok), Zeleznik Gyulával 1925
- Debrecen, Hajnal-Dobozi-Szoboszlói úti 441 l. bérházak, Zeleznik Gyulával 1926
- Gondnoklakás* (?) 1928
- Debrecen, Ary-villa, Sestakert utca 1928-1930
- Debrecen város szabályozási terve 1928-1930
- Debrecen, Ravatalozó és krematórium, Köztemető 1923-1930
- Debrecen; Református Kollégium bővítése* 1936
- Debrecen, Egyetemi templom, 1938
- Debrecen, Ref. Főgimnázium (Tanítóképző Főiskola), tornaterem 1939
- Debrecen, Refórmátus Kollégium bővítése* 1940
- Nyíregyháza, Ravatalozó-pályaterv* 1941
- Szeged, Honvéd téri református templom 1941
- Tiszalök, református templom (elkezdve, lebontva)* 1949

## Képek

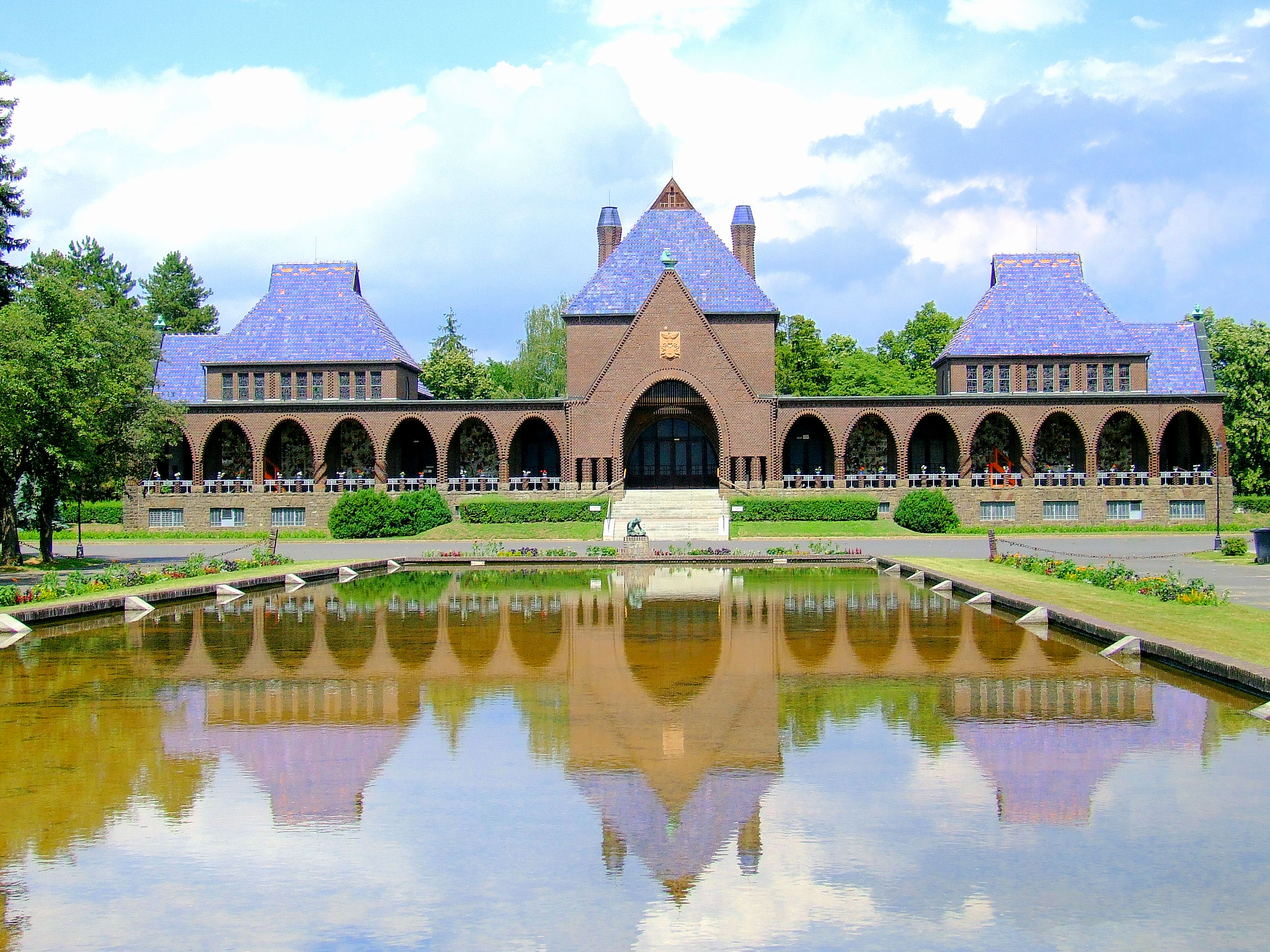
A debreceni krematórium épülete
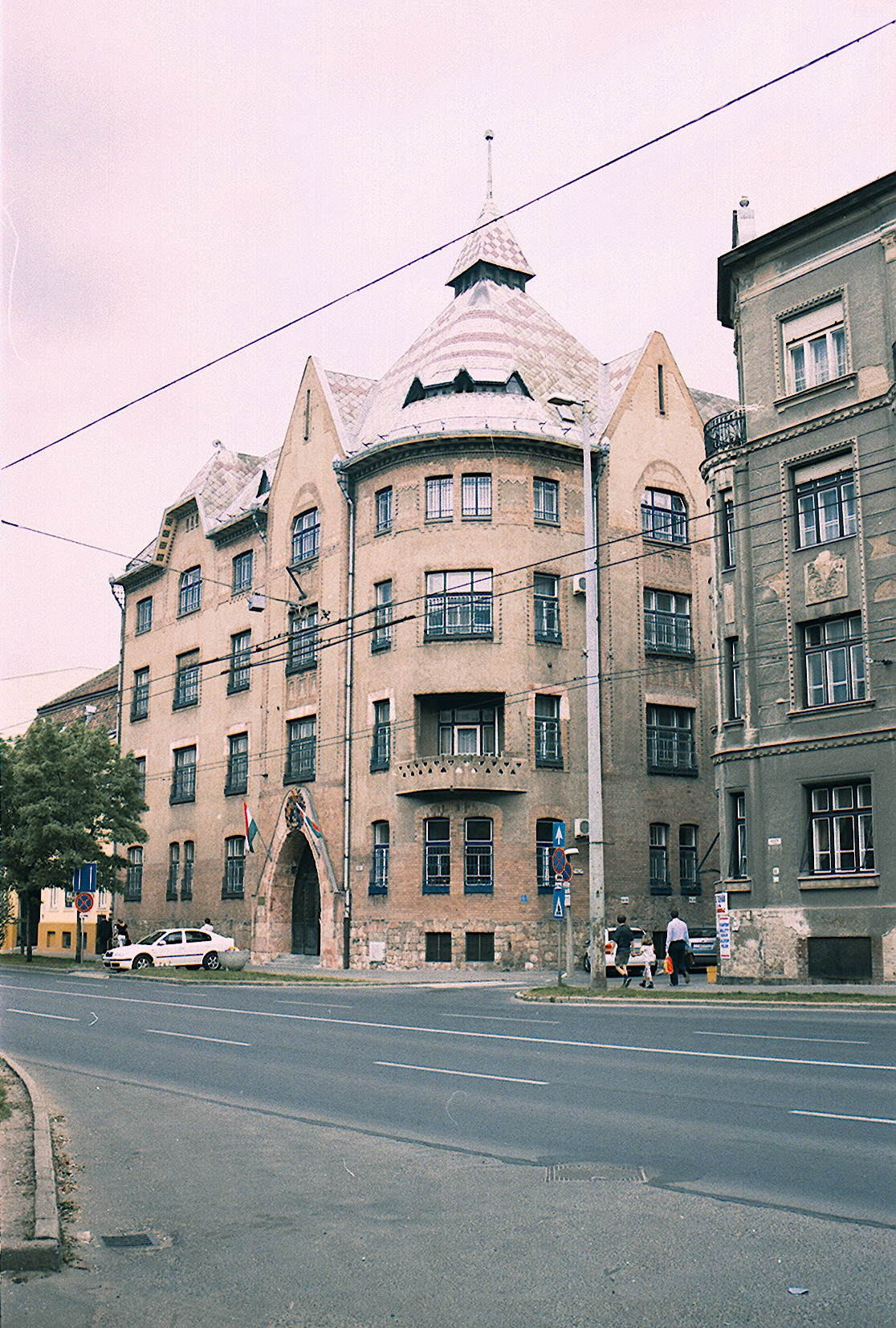
Rendőrségi Palota, Debrecen
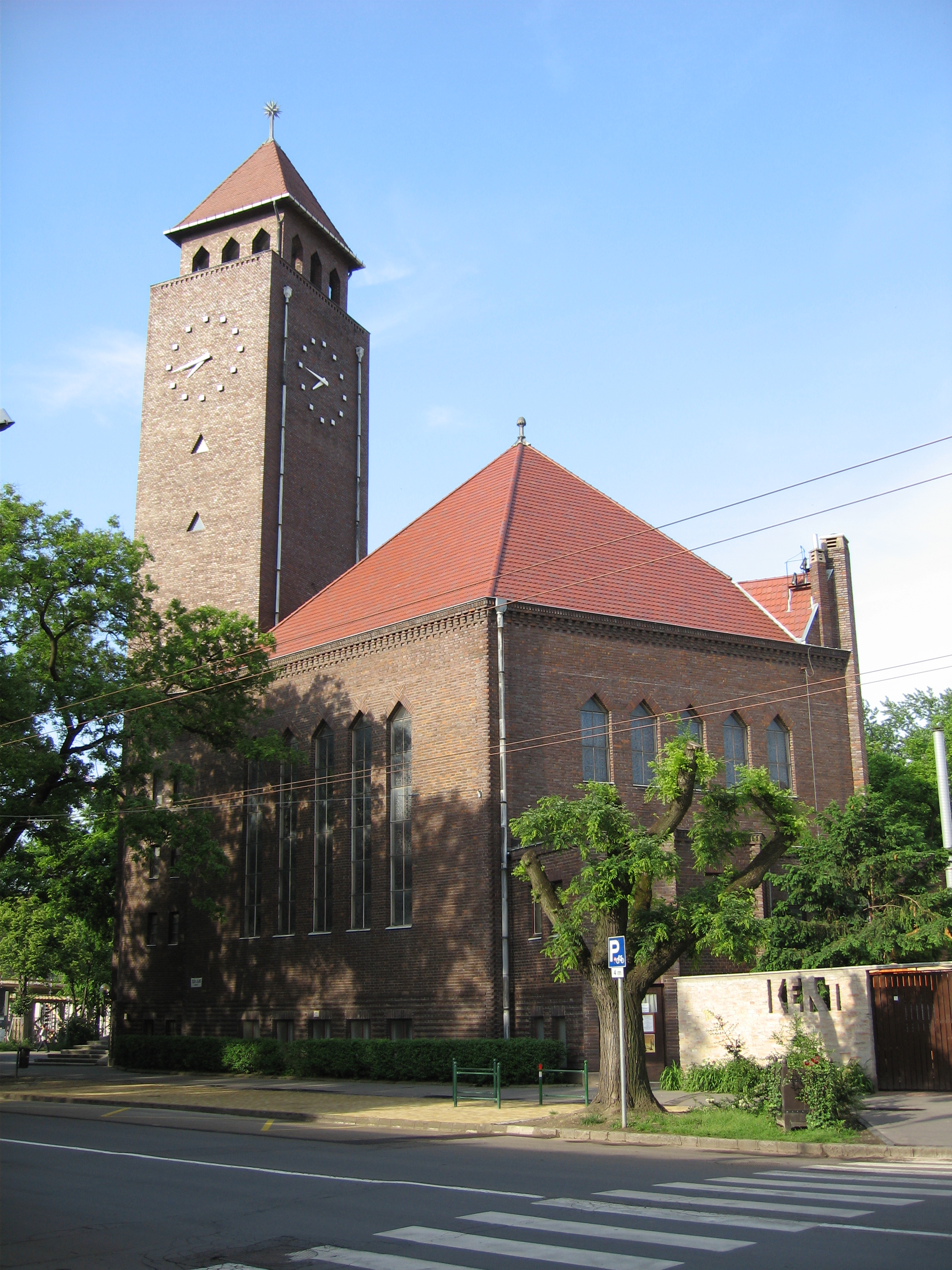
Honvédtéri templom, Szeged (2010)

## Kiegészítő irodalom és külső hivatkozások
- Szerk. B.): Magyar Művészet 1919 - 1945 (I. k. p. 197) - Bp. Akad. K. 1985 (AK 2005 k 8587) - ISBN 963-05-3240-9
- Sápy Lajos: Debrecen település- és építéstörténete - Debrecen, 1972. -
- Kiss Tamás: A temetőtervezés városrendezési kérdései (tanulmány) - Zalaegerszeg/Debrecen, 1972/1979 - KT_ARCHÍV_VeML
- Rácz Zoltán. Borsos József és Debrecen korai modern építészete (1990). ISBN 963 260 0231
- Rácz Zoltán. Borsos József és az alföldi téglaépítészet. Hozzáférés ideje: 2009. december 9.
- Köztemetők, Sírok kertjei. táj-kert. Hozzáférés ideje: 2009. december 9.
- Debreceni Irodalmi Múzeum [archivált változat]. Debrecen.hu. Hozzáférés ideje: 2009. december 9. [archiválás ideje: 2009. december 3.]
- Gerle János – Kovács Attila – Makovecz Imre: A századforduló magyar építészete. Szépirodalmi Könyvkiadó, Budapest, 1990, ISBN 963-15-4278-5